# Flashlight
Flashlight is een nummer van de Britse zangeres Jessie J uit 2015. Het is afkomstig van de soundtrack van de film Pitch Perfect 2.
Het nummer werd in veel landen een (bescheiden) hit. Het haalde de 13e positie in het Verenigd Koninkrijk. In Nederland haalde het nummer de 2e positie in de Tipparade, en in Vlaanderen de 8e positie in de Tipparade.